# 나정만
나정만(羅貞萬, 1959년 2월 20일 ~ )은 대한민국의 제3대 광주광주시 북구의원이다.

## 학력
- 조대병설공업고등전문학교 기계과 졸업
- 전남대학교 행정대학원 행정학 졸업

## 경력
- 경북 포항 ㈜강원산업 기계부 근무
- 국제라이온스클럽 309-C지구 마약교육위원장
- 전남대학교 사회교육원 초청 강사
- 광주시민연대 회원
- 광주시 체조협회 이사
- ㈜천지컨설팅 대표이사
- 새천년민주당 광주 북구 을 지구당 홍보부장
- 2000.01 ~ 2002.06 제3대 광주광역시 북구의회 의원
- 2000.01 ~ 2000.07 제3대 광주광역시 북구의회 전반기 운영총무위원회 위원
- 2000.01 ~ 2000.07 제3대 광주광역시 북구의회 전반기 예산결산특별위원회 간사
- 2000.07 ~ 2002.06 제3대 광주광역시 북구의회 후반기 사회산업위원회 위원
- 2000.07 ~ 2002.06 제3대 광주광역시 북구의회 후반기 예산결산특별위원회 간사
- 2002.07 ~ 2006.06 제4대 광주광역시 북구의회 의원
- 2002.07 ~ 2004.07 제4대 광주광역시 북구의회 전반기 안전도시위원회 위원
- 2002.07 ~ 2004.07 제4대 광주광역시 북구의회 전반기 예산결산특별위원회 위원장
- 2003.01 ~ 2004.07 제4대 광주광역시 북구의회 전반기 부의장
- 2004.07 ~ 2006.06 제4대 광주광역시 북구의회 후반기 안전도시위원회 위원
- 2004.07 ~ 2006.06 제4대 광주광역시 북구의회 후반기 예산결산특별위원회 위원

## 역대 선거 결과
|  | 13.31% |

|  | 45.0% |

|  | 50.49% |

|  | 2.01% |